# Ermershausen
Ermershausen là một đô thị ở Haßberge bang Bavaria thuộc nước Đức.